# ریوالدو
ریوالدو ویتور بوربا فریرا (به پرتغالی: Rivaldo Vítor Borba Ferreira) (زاده ۱۹ آوریل ۱۹۷۲) که بیشتر با نام ریوالدو (به پرتغالی برزیل: ʁiˈvawdu) شناخته میشود
فوتبالیست سابق برزیلی که عمدتاً عنوان مهاجم دوم،اما به عنوان هافبک تهاجمی نیز بازی می کردو  گاه به عنوان مهاجم، یا وینگر به کار گرفته میشد ریوالدو یکی از بزرگترین، ماهر ترین و خلاق ترین بازیکنان تمام دوران در نظر گرفته می شود.او به خاطر ضربات آزاد، تکنیک مهارت، ضربات قیچی برگردان، ضربات قدرتمند از راه ‌دور و توانایی در گلزنی و خلق گل مشهور بود. در سال ۱۹۹۹، او برنده توپ طلا شد و به عنوان بهترین بازیکن سال فيفا انتخاب شد. در سال ۲۰۰۴، او توسط پله از بزرگترین بازیکنان جهان در لیست فيفا ۱۰۰ قرار گرفت. با موفقیت های ریوالدو در سطح باشگاهی و بین‌المللی، او یکی از ۶ بازیکنی است که جام جهانی فوتبال، لیگ قهرمانان اروپا و توپ طلا را برده است.
او در جام جهانی ۲۰۰۲ به همراه تیم ملی برزیل قهرمان شد و بازی‌های درخشانی را در این جام از خود به نمایش گذاشت. در ۷ بازی ۵ گل به ثمر رساند.
او از فصل ۱۹۹۷ تا ۲۰۰۲ برای بارسلونا بازی می‌کرد. بهترین دوران او در بارسلونا بود و توانست در بارسلونا در سال ۱۹۹۹ بهترین بازیکن جهان شود. این بازیکن برزیلی همچون بازیکن‌های برزیلی دیگر در بارسلونا موفق بود.
- آ. ث. میلان

ریوالدو از فصل ۰۵/۲۰۰۴ در باشگاه یونانی المپیاکوس پیروس بازی میکرد
. در ۱۲ مه ۲۰۰۷ اعلام کرد از آنجایی که این باشگاه قرارداد جدیدی با مبلغی کمتر به وی پیشنهاد داده‌است، قراردادش را با آن‌ها فسخ خواهد کرد.
از ماه مه سال ۲۰۰۷ برای آ.ا. آتن به میدان رفت و در ماه اوت سال ۲۰۰۸ به تیم بنیادکار تاشکند ازبکستان پیوست. بعدها در حالیکه پا به سن ۴۰ سالگی می‌نهاد با تیم کابوس کورپ آنگولا قرارداد امضاء کرد و در ۲ بازی که برای تیم به میدان رفته ۳ گل به ثمر رساند.

## افتخارات تیمی
پالمیراس
- Brazilian Série A: 1994
- Campeonato Paulista:  1996
- Copa do Brasil runner-up: 1996

بارسلونا
- لالیگا : قهرمان ۹۸-۱۹۹۷،۹۹-۱۹۹۸
- کوپا دل ری : قهرمان ۹۸-۱۹۹۷
- سوپر جام اروپا : قهرمان ۱۹۹۷

آث میلان
- کوپا ایتالیا : قهرمان ۰۳–۲۰۰۲
- لیگ قهرمانان اروپا : قهرمان ۰۳–۲۰۰۲
- سوپر جام اروپا : قهرمان ۲۰۰۳

کروزیرو
- Campeonato Mineiro: 2004

المپیاکوس
- سوپر لیگ فوتبال یونان:قهرمان ۰۵-۲۰۰۴، ۰۶-۲۰۰۵ ، ۰۷-۲۰۰۶
- جام حذفی فوتبال یونان:قهرمان ۰۵-۲۰۰۴، ۰۶-۲۰۰۵ ، ۰۷-۲۰۰۶

بنیادکار
- ازبک لیگ : قهرمان ۲۰۰۸،۲۰۰۹،۲۰۱۰
- ازبک کاپ: قهرمان ۲۰۰۸،۲۰۱۰

تیم ملی فوتبال برزیل :
- جام جهانی:قهرمان ۲۰۰۲،نائب قهرمان ۱۹۹۸

- کوپا امریکا:قهرمان ۱۹۹۹
- جام کنفدراسیون ها: قهرمان ۱۹۹۷

- امبرو کاپ : قهرمان ۱۹۹۵

تیم ملی فوتبال زیر ۲۳ سال برزیل:
المپیک : مدال برنز ۱۹۹۶

## افتخارات فردی
توپ طلای اروپا : ۱۹۹۹
 بازیکن سال فیفا : ۱۹۹۹
اونز:۱۹۹۹
بازیکن سال ورلد ساکر  : ۱۹۹۹
توپ طلای کوپا امریکا  : ۱۹۹۹
بهترین گلزن کوپا امریکا  : ۱۹۹۹